# Eduardo Flaquer
Eduardo Flaquer Vázquez (* 4. September 1894 in Barcelona; † 18. August 1951 in Zumaia) war ein spanischer Tennisspieler der 1920er Jahre.

## Werdegang

### Tenniskarriere
Flaquer spielte zuerst in seiner Heimatstadt Barcelona Tennis und war Mitglied des Vereins Lawn Tennis del Turó, der heute David Lloyd Club Turó heißt.
In seiner über zwei Jahrzehnte andauernden Spielzeit nahm er von 1914 bis 1933 insgesamt 14 Mal an den spanischen Meisterschaften teil und gewann elf Titel, darunter drei im Einzel (1923, 1924, 1927), fünf im Doppel und drei im Mixed. Darüber hinaus war er zehnmal katalonischer Meister. Zu Anfang seiner Karriere spielte Flaquer auch Fußball, so war er von 1918 bis 1920 Spieler beim katalanischen Club FC Internacional sowie 1919 Spieler des FC Barcelona.
Mitte der 1920er Jahre erzielte er die größten Erfolge im Tennis. 1922, 1923 und 1926 spielte er beim Turnier in Wimbledon, wo er bei seiner ersten Teilnahme mit dem Achtelfinale am weitesten kam. Ab Öffnung der Französischen Meisterschaften für alle Spieler 1925 nahm er dreimal teil und verlor im ersten Jahr im Viertelfinale gegen René Lacoste. Bei den Olympischen Spielen 1924 ging er bei allen drei Disziplinen an den Start. Im Einzel schied er nach einem Auftaktsieg gegen den Belgier Jean Washer aus, im Doppel kam er mit Ricardo Saprissa ebenfalls nur zu einem Sieg, während er im Mixed-Doppel mit Lilí Álvarez das Viertelfinale erreichte, allerdings ohne einen Sieg zu verbuchen. Der zweifellos größte Erfolg gelang ihm 1923 im Doppel von Wimbledon. Mit de Gomar schlugen sie die „Musketiere“ René Lacoste und Jean Borotra im Halbfinale, um das Endspiel zu erreichen, in dem sie den Briten Leslie Godfree und Randolph Lycett unterlagen. Zwischen 1922 und 1928 war Flaquer durchgehend Spieler für die spanische Davis-Cup-Mannschaft, spielte in insgesamt 13 Partien und hatte ein Bilanz von 14:15. Dabei gehörte er der ersten erfolgreichen Garde spanischer Spieler an, die u. a. 1922 und 1923 das Vorfinale des Davis Cups erreichten.
Seine besten Schläge waren die Rückhand und der Stoppball. Seine Schwäche war die Vorhand, die ihm wegen einer Verletzung des Handgelenks in der Jugend bei längeren Matches Probleme bereitete. Als die anderen spanischen Tennisgrößen der Zeit Manuel Alonso nach seiner Auswanderung in die USA und Manuel de Gomar nach seinem Rücktritt nicht mehr antraten, galt Flaquer eine Zeit lang als der beste Spieler im spanischen Tennissport.

### Nach Karriereende
Schon während der aktiven Zeit begann Flaquer als Redner zu arbeiten, auch zum Thema Tennis. Als Filmenthusiast ließ er seine Reden von Filmeinblendungen untermauern. Zudem schrieb er Artikel als Sportjournalist, etwa für die satirische Zeitschrift La Codorniz.
Die Freundlichkeit, Eleganz und Herzlichkeit, die ihm nachgesagt wurde, verhalfen ihm auch zu Erfolg bei Frauen, die zu Gerüchten führten. So wurde seine Freundschaft zu Suzanne Lenglen in der Klatschpresse thematisiert.
Nach 1939 ging Flaquer einer anderen Profession nach und wandte sich vom Tennissport ab. Er wurde Generaldirektor von Filmófono, einer Filmproduktionsfirma. Er heiratete Ángeles Esteban Giocoechea, eine Nichte des monarchistischen Politikers und Innenministers Antonio Goicoechea y Cosculluela und hatte zwei Kinder.

### Tod und Nachleben
Beim Versuch seinen Sohn Alfonso vor dem Ertrinken zu retten starb Flaquer 1951 selbst am Strand von Zumaia. Sein Sohn überlebte.
Seit 2006 ist ein Raum im Tennismuseum des katalonischen Tennisverbands nach ihm benannt.

## Erfolge (Auswahl)
| Legende (Anzahl der Siege) |
| Grand Slam                 |
| Weltmeisterschaften        |
| Olympische Spiele          |
| Sonstige Turniere          |

### Doppel

#### Finalteilnahmen
| Nr. | Jahr         | Turnier   | Belag | Partner         | Finalgegner                    | Endergebnis        |
| --- | ------------ | --------- | ----- | --------------- | ------------------------------ | ------------------ |
| 1.  | 7. Juli 1923 | Wimbledon | Rasen | Manuel de Gomar | Leslie Godfree Randolph Lycett | 3:6, 4:6, 6:3, 3:6 |